# Mynämäki
Mynämäki (in svedese Virmo in svedese) è un comune finlandese di 7539 abitanti, situato nella regione del Varsinais-Suomi.